# Jaroslav Blanter

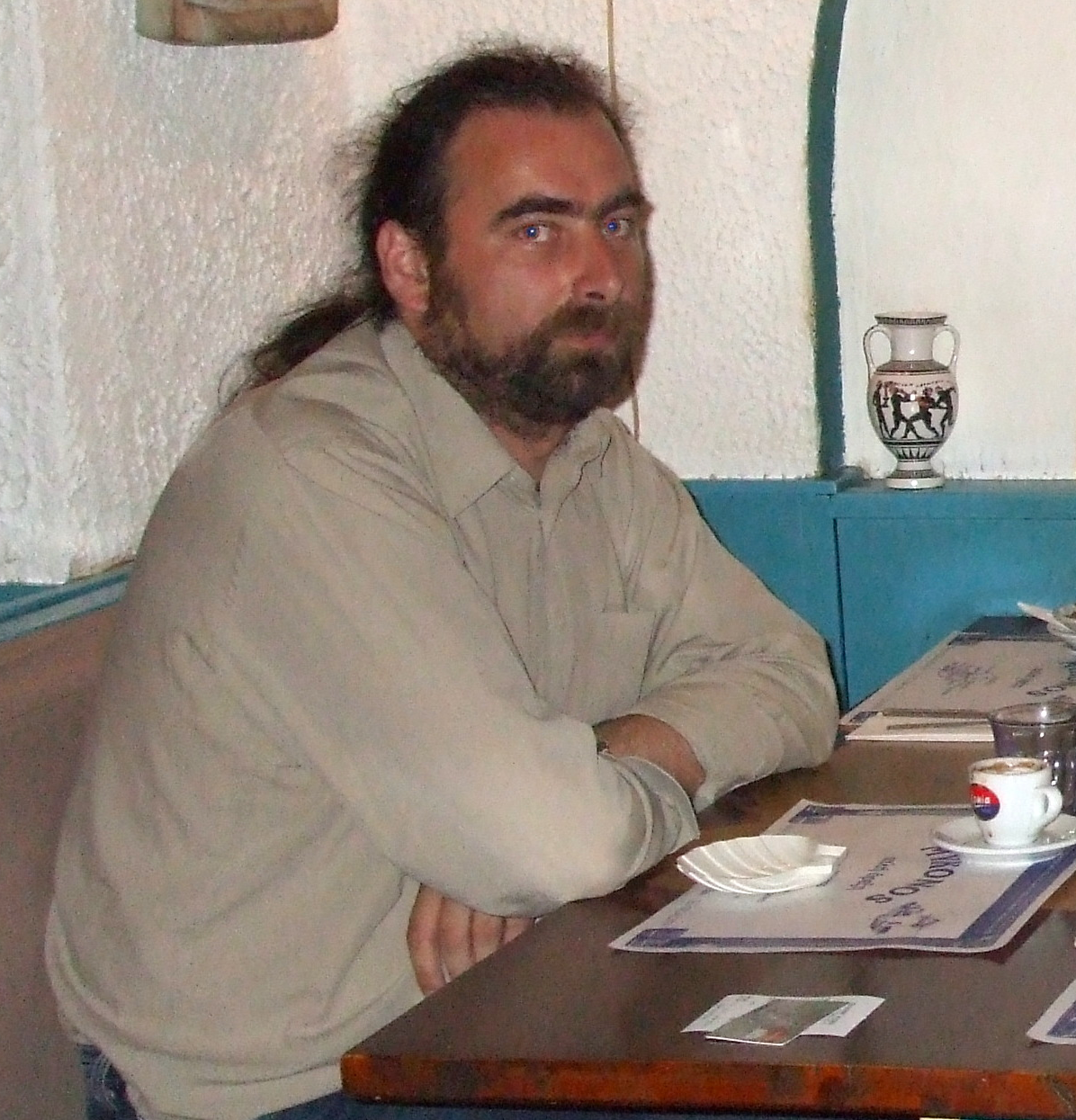
Yaroslav Blanter in een Grieks restaurant tijdens een Wikipedia-bijeenkomst in Amsterdam, 2008.

Jaroslav Michailovitsj Blanter (Russisch: Ярослав Михайлович Блантер) (Moskou, 1967) is een Russisch natuurkundige, een expert op het gebied van extractieve metallurgie en fysica van de gecondenseerde materie. Sinds 2011 is hij de Antoni van Leeuwenhoek-professor aan de Technische Universiteit Delft.

## Biografie
Blanter werd geboren in Moskou, in de toenmalige Sovjet-Unie.

### Carrière
In 1990 studeerde hij af aan de fysisch-chemische faculteit van het Moskouse Instituut voor staal en legeringen op het gebied van de extractieve metallurgie. Tot 1992 volgde hij postdoctorale opleidingen bij hetzelfde instituut. In 1992 promoveerde hij in de wis- en natuurkunde. Zijn proefschrift ging over de ontwikkeling van de kwantumeffecten in de kinetische eigenschappen van de elektronische systemen bij de topologische transitie.
Van 1990 tot 1994 doceerde hij statistische natuurkunde, de theorie van normale en supergeleidende metalen, klassieke en kwantummechanica. Van 1989 tot 1993 gaf hij ook les in wiskunde aan de 43e school van Moskou.
In 1995 kreeg hij met steun van de Alexander von Humboldtstichting een positie aan het Instituut voor gecondenseerde materietheorie in Karlsruhe. Van 1996 tot 2000 bekleedde hij een positie aan de Universiteit van Genève. Van 2000 tot 2007 was hij universitair hoofddocent aan de Technische Universiteit Delft. In 2007 werd hij daar Senior Associate Professor.
Sinds 2011 is hij de Antoni van Leeuwenhoek professor aan het Kavli Instituut voor Nanowetenschappen aan de TU Delft.
Blanter heeft meer dan 100 publicaties in peerreviewed wetenschappelijke tijdschriften en heeft een h-index van 21.

## Boek
- Nazarov Yuli V. en Blanter Yaroslav M., Quantum Transport: Introduction to Nanoscience, Cambridge University Press 2009. ISBN 978-0-521-83246-5.

## Externe bronnen
- tudelft.nl Prof. Dr. Yaroslav Blanter, Department Kavli Institute of Nanoscience, Research group Theoretical Physics. Informatiepagina over Yaroslav Banter van de TUDelft. Geraadpleegd op 31 december 2019.

- Bibliothèque nationale de France: cb16632437k (data)
- Gemeinsame Normdatei: 138620644
- International Standard Name Identifier: 0000 0001 1495 7987
- Library of Congress Control Number: n2008085156
- NARCIS: PRS1291864
- Nationale Bibliotheek van Tsjechië: stk2009493540
- Nationale Bibliotheek van Israël: 987007355029505171
- Nederlandse Thesaurus van Auteursnamen: 304086657
- ORCID: 0000-0002-7956-9966
- Système universitaire de documentation: 134002733
- Semantic Scholar: 37232630
- Virtual International Authority File: 96935870
- WorldCat: E39PBJvhv4H8VvMrTMcXXDvCQq